# Noord-Beveland

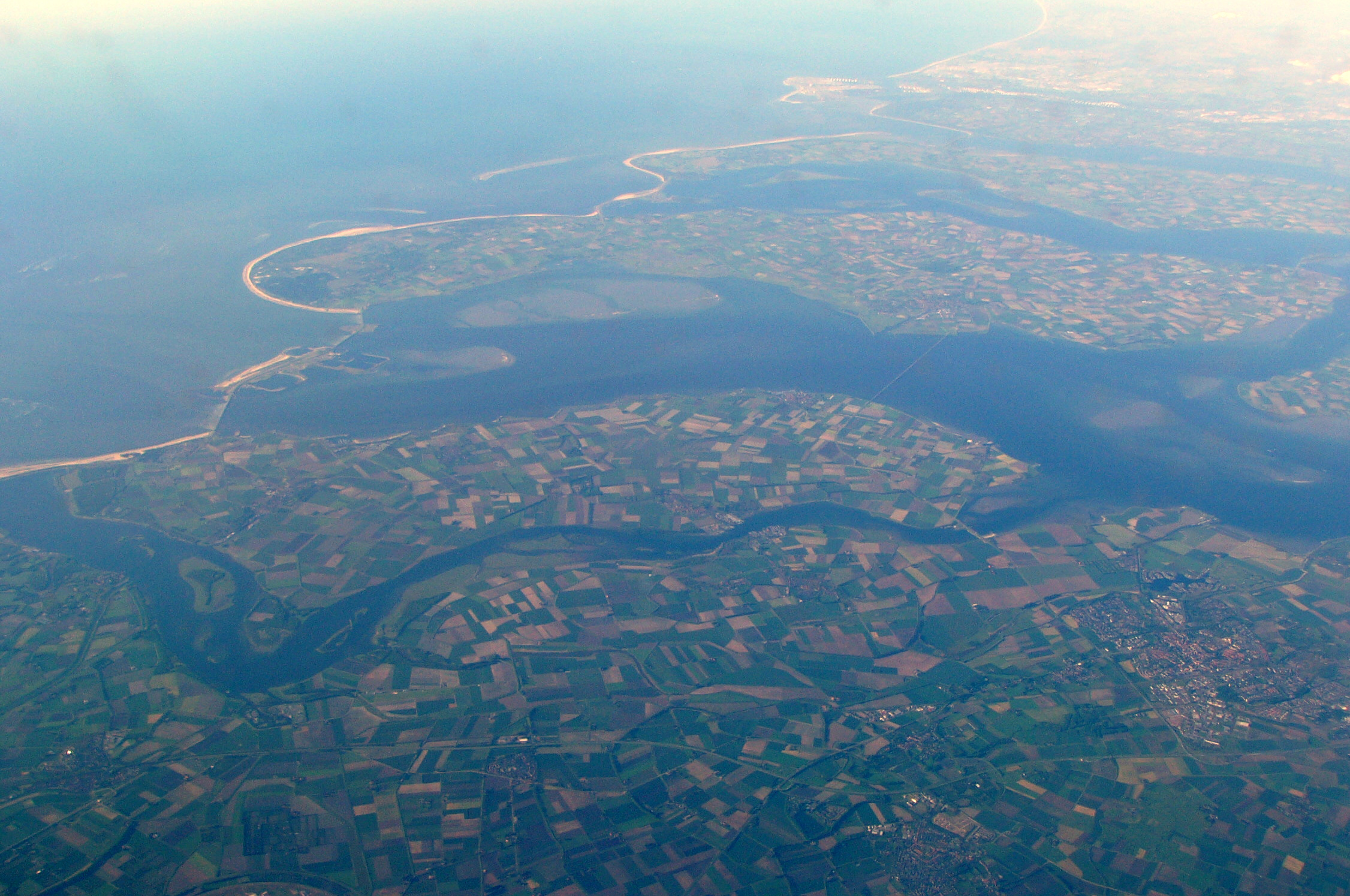
Fotografía de los Países Bajos desde un avión; arriba, la anterior isla de Schouwen-Duiveland, a la izquierda Oosterscheldekering, en el centro el estuario Oosterschelde en la parte inferior, en el centro, la anterior isla de Noord-Beveland y más abajo el Veerse Meer a la izquierda y el estrecho de Zandkreek a la derecha; justo abajo a la derecha, la ciudad de Goes.

Noord-Beveland es un municipio del suroeste de los Países Bajos y una antigua isla, parte de la península de Walcheren-Zuid-Beveland-Noord-Beveland. Noord-Beveland está encerrada por el estuario del Oosterschelde, al norte; y por los antiguos estrechos, hoy lagos combinados, de Veerse Meer y Zandkreek, al sur. Como una parte del Plan Delta, diques han conectado Noord-Beveland a Walcheren y Zuid-Beveland.

## Centros de población
- Colijnsplaat
- Geersdijk
- Kamperland
- Kats
- Kortgene
- Wissenkerke

(No hay ningún pueblo llamado propiamente Noord-Beveland).

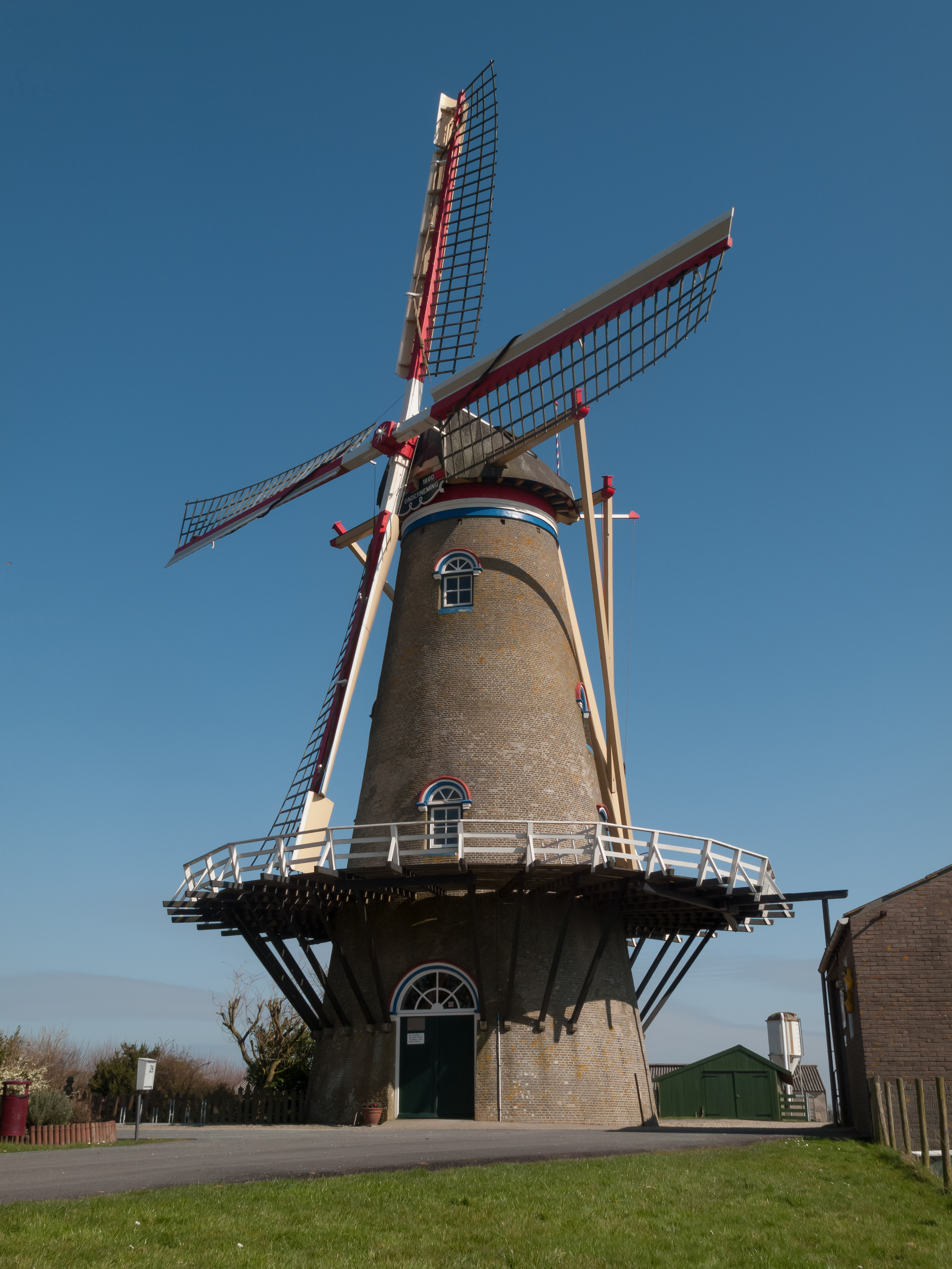
Wissenkerke, el molino: korenmolen de Onderneming
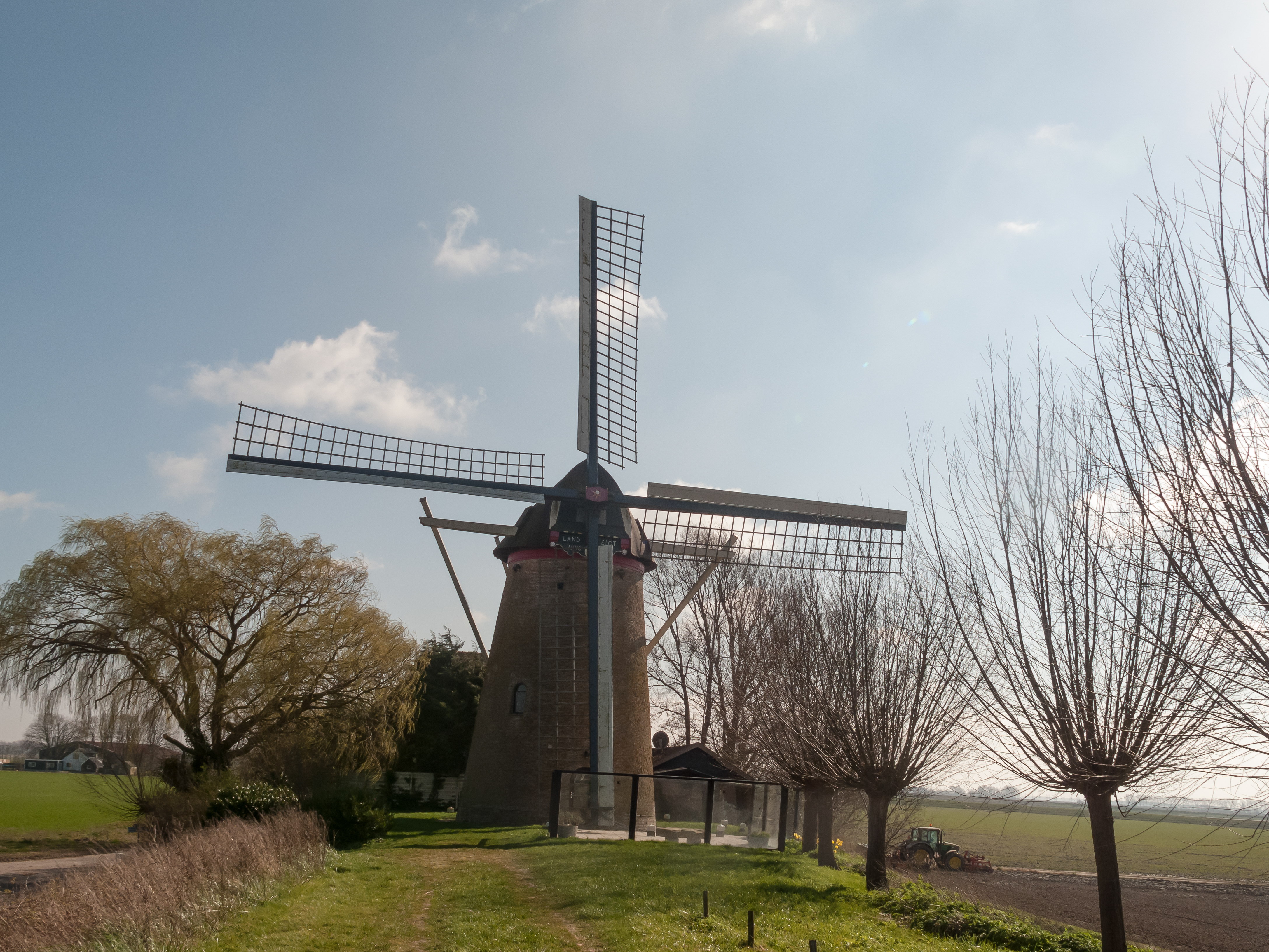
Wissenkerke, el viejo molino: korenmolen het Landzigt
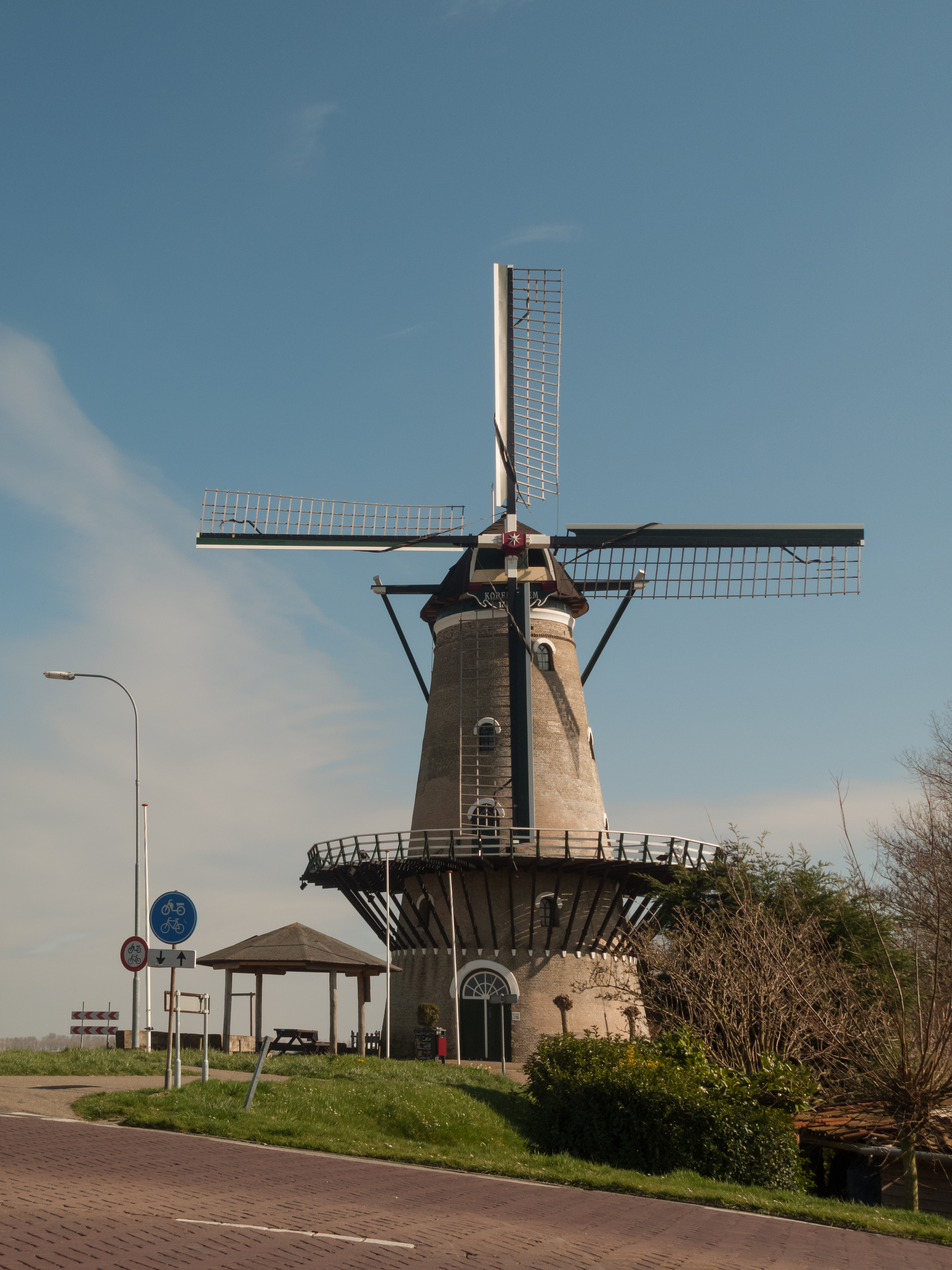
Kortgene, el molino: korenmolen de Korenbloem
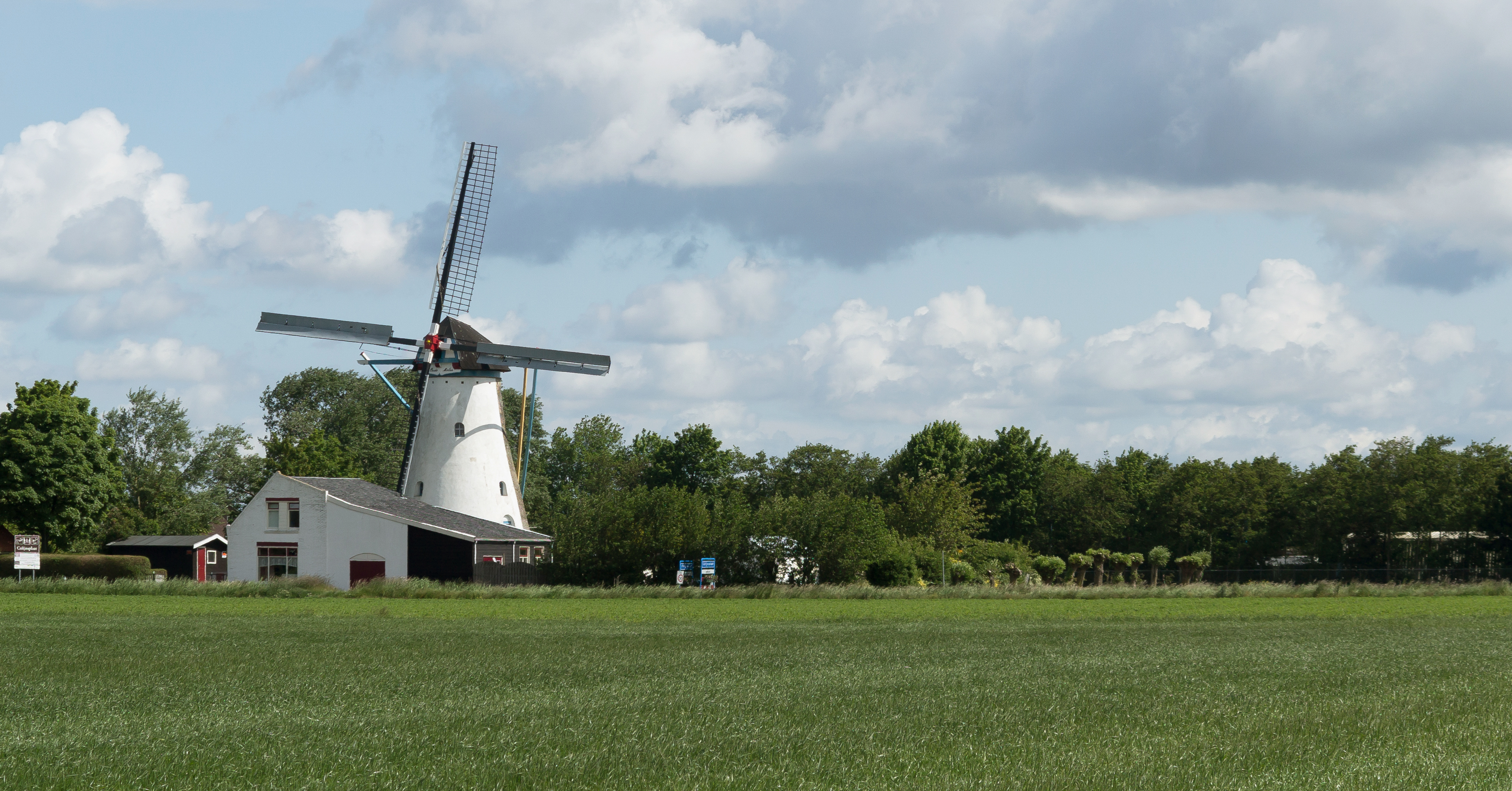
Colijnsplaat, el molino: el Oude Molen
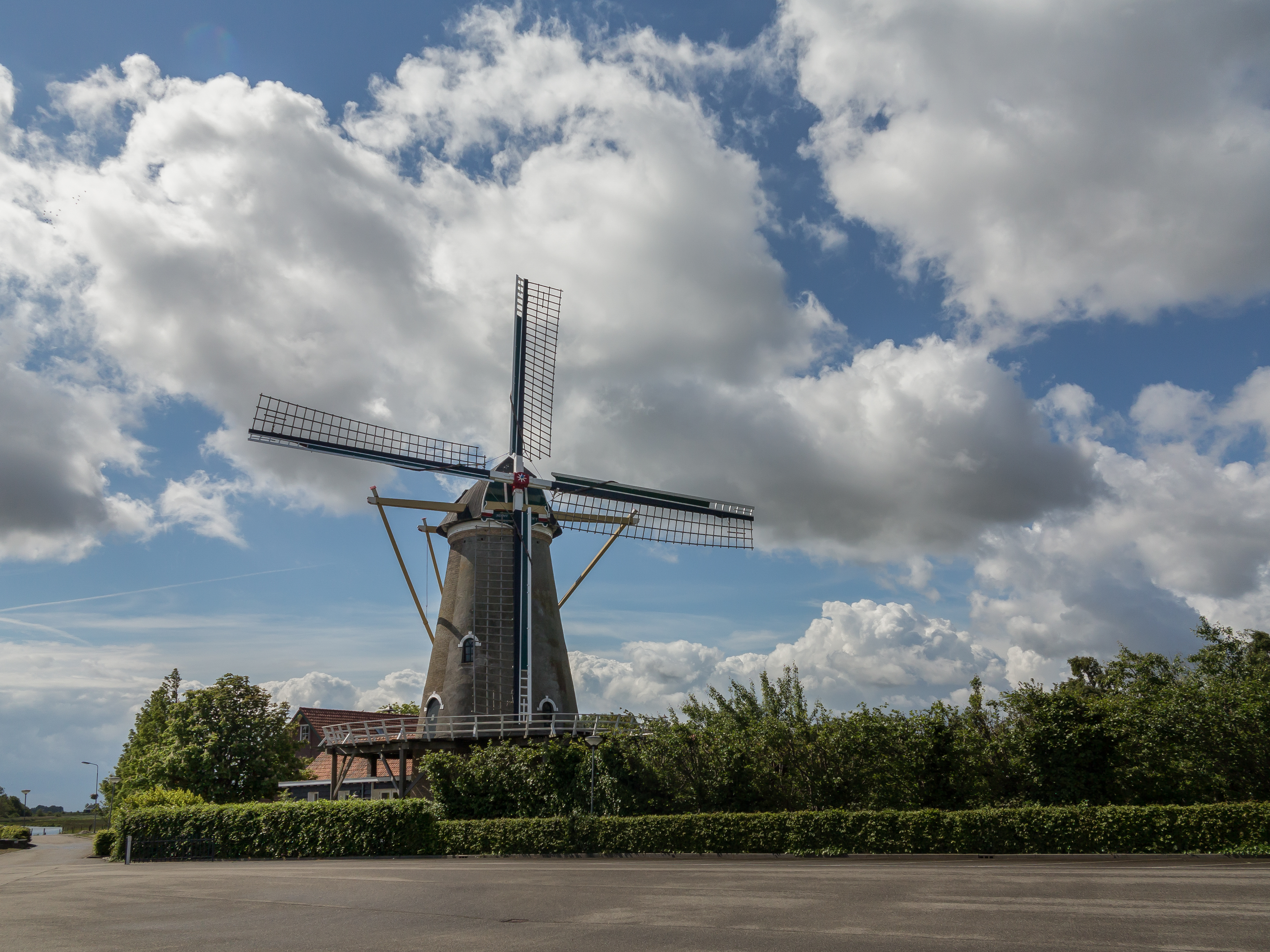
Colijnsplaat, el molino: korenmolen Nooit Gedacht

## Ganuenta
En la época de los romanos la ciudad de Ganuenta quedaba al norte de donde está la localidad de Colijnsplaat actual, una ubicación hoy cubierta por el agua del Oosterschelde. Fue un centro importante de comercio. Cerca, había un templo dedicado a la antigua diosa regional del mar, Nehalennia. Una réplica de este templo fue oficialmente inaugurada en Colijnsplaat en agosto de 2005. (Véase enlaces externos.)